# 山口県道315号吉部下萩線
山口県道315号吉部下萩線（やまぐちけんどう315ごう きべしもはぎせん）は、山口県萩市を通る一般県道である。

## 概要
萩市大字吉部下から萩市大井に至る。

### 路線データ
- 起点：萩市大字吉部下（山口県道・島根県道13号萩津和野線交点）
- 終点：萩市大井（国道191号交点）
- 異常気象時通行規制区間：萩市大字紫福（しぶき） - 萩市大井

## 歴史
- 1958年（昭和33年）10月1日 - 山口県告示第644号の2により認定される。
- 1972年（昭和47年） - 山口県の県道番号再編により現行の路線番号に変更される。
- 2005年（平成17年）3月6日 - 萩市と阿武郡に属する6町村（須佐町、田万川町、旭村、川上村、福栄村、むつみ村）が対等合併して改めて萩市が発足したことに伴い起点の地名表記が変更される（阿武郡むつみ村吉部下→萩市吉部下）。

## 路線状況
大型車の通行が困難な箇所がある。

### 重複区間
- 山口県道10号山口福栄須佐線（萩市大字紫福（しぶき））

## 地理

### 通過する自治体
- 山口県
  - 萩市

### 交差する道路
| 交差する道路                            | 交差する場所       | 交差する場所 |
| --------------------------------------- | ------------------ | ------------ |
| 山口県道・島根県道13号萩津和野線        | 大字吉部下         | 起点         |
| 山口県道10号山口福栄須佐線 重複区間起点 | 大字紫福（しぶき） |              |
| 山口県道10号山口福栄須佐線 重複区間終点 | 大字紫福           |              |
| 国道191号                               | 大井               | 終点         |

### 交差する鉄道
- 山陰本線

### 沿線
- 萩市役所 紫福支所
- 萩市役所 大井出張所
- 萩市立大井小学校
- 萩市立大井中学校
- JR西日本山陰本線 長門大井駅